# Whitney Port
Whitney Eve Port (Los Angeles, 4 de março de 1985) é uma estilista/designer de moda estadunidense. Ela é dona da grife "Whitney Eve", marca de roupas que leva seu próprio nome.
Durante a faculdade Whitney fez estágio nas revistas "Women's Wear Daily", "W" e "Teen Vogue". Trabalhou também com a estilista Diane von Fürstenberg e com Kelly Cutrone da "People's Revolution".
Whitney também é conhecida por ter sido uma das protagonistas do reality show The Hills e depois pelo seu próprio reality show The City. Ambos da MTV americana. The City mostrava a vida pessoal e profissional de Whitney em Nova York.
Em fevereiro de 2011 ela lançou o livro "True Whit: Designing a Life of Style, Beauty, and Fun, by Whitney Port".
Whitney é casada com o produtor de televisão  Tim Rosenman, os dois tem um filho chamado Sonny Sanford Rosenman.
Em 2019 Whitney voltou a televisão com o reality show The Hills: New Beginnings (The Hills: Novo Começo)